# گولچو، قرقیزستان
گولچو یا گُل‌چو (به قرقیزی: Гүлчө) شهری در استان اوش کشور قرقیزستان است که در سرشماری سال ۲۰۰۵ میلادی، ۲۱٬۵۲۵ نفر جمعیت داشته است.